# Toxascaris leonina
Toxascaris leonina — вид аскаридоподібних нематод родини Toxocaridae. Кінцевимихазяями гельмінта є собаки, лисиці та кішки, інші види котячих та псових, проміжними — миші та пацюки. Гельмінт живе у кишці господарів. Паразит має невисокий патогенний вплив на організм хазяїна.